# Goodwill Games
Goodwill Games, engelska: välviljespelen, var ett internationellt sportevenemang, startat på initiativ av den amerikanske mediemogulen Ted Turner som en reaktion på de politiska oroligheterna och relationsproblemen som drabbade de olympiska spelen under 1980-talet. Det dåvarande Sovjetunionens militära intåg i Afghanistan 1979 fick USA och flera andra väststater att bojkotta de olympiska sommarspelen 1980 i Moskva, och Sovjetunionen bojkottade Olympiska sommarspelen 1984 i Los Angeles.
De första spelen anordnades i Moskva 1986. Efter spelen 2001 i Australien meddelades i mitten av december samma år att evenemanget skulle läggas ner.

## Sommarspelen
- 1986 - Moskva, Ryska SSR, Sovjetunionen
- 1990 - Seattle, Washington, USA
- 1994 - Sankt Petersburg, Ryssland
- 1998 - New York, New York, USA
- 2001 - Brisbane, Queensland, Australien
- 2005 - Phoenix, Arizona, USA (inställda)

## Vinterspelen
- 2000 - Lake Placid, New York, USA
- 2005 - Calgary, Alberta, Kanada (inställda)

### Fotnoter
1. ↑  ”Goodwill Games scrapped” (på engelska). BBC Sport. 21 december 2001. http://news.bbc.co.uk/sport2/hi/athletics/1724466.stm. Läst 20 december 2015.